# Hypopyra hypopyroides
Hypopyra hypopyroides là một loài bướm đêm trong họ Erebidae.